# Homoneura simulata
Homoneura simulata är en tvåvingeart som beskrevs av Kim 1994. Homoneura simulata ingår i släktet Homoneura och familjen lövflugor. Inga underarter finns listade i Catalogue of Life.